# ベニバナウォーク桶川
ベニバナウォーク桶川（ベニバナウォークおけがわ／BENIBANA WALK OKEGAWA）は、埼玉県桶川市下日出谷東に所在するユニー株式会社が管理・運営するモール型ショッピングセンターである。

## 概要
2014年（平成26年）11月21日にオープン。「桶川都市計画事業下日出谷東土地区画整理事業」の計画の中核となる商業施設で、埼玉県道12号川越栗橋線が面する場所に位置する。ユニーが「ウォーク」と名乗る施設を埼玉県内に開店させるのはピオニウォーク東松山に続いて2店舗目であり、これは愛知県を除いて初めてのことである。
名称の由来は桶川市の市民の花として親しまれている「ベニバナ」に、ユニーのモール型ショッピングセンターの名称として使用されている「ウォーク」を合成したものである。また、ロゴマークにはベニバナをモチーフとしたデザインが使用されている。ストアコンセプトは、「あたらしい笑顔、みつかる」。
2014年（平成26年）4月に建設が着工され、当初は同年11月17日にオープン予定とされていた。投資額は土地代を含めて約100億円で、年間約110億円の売上を目指していると報じられた。
なお、開店して一年を経たのち、2015年（平成27年）11月末に核店舗であるアピタ桶川店2階の直営衣料品売場が撤退。翌年1月には1階の住まいと暮らしなど生活雑貨フロアが撤退し、直営部分（アピタ）は食料品・日用雑貨が主体となる。直営の跡フロアは非直営の専門店が導入され、2016年（平成28年）春から夏にかけてリフレッシュ改装が完了している。
2021年（令和3年）4月23日に直営売り場として雑貨倉庫がオープンしキッチン用品などの雑貨の取り扱いを再開している。2022年（令和4年）5月には再度直営売り場の拡張が行われ、寝具の快眠倶楽部、玩具のクラデントイズ、雑貨倉庫のリニューアルが行われ家電や文具の取り扱いを開始している。

## 主なテナント
中核店となるアピタのほか、専門店が80店舗入居する。1階の県道54号側（モール北口）には家電量販店やスーパーマーケットなどが、モール南口には桶川市民向けの桶川市市民活動サポートセンターなどが入っている。2階にはフードコートや衣料品店、100円雑貨などが入っている。
その他詳細は公式サイトのフロアガイドを参照。

## 周辺

### 公園
- 城山公園

### 行楽施設
- 桶川サン・アリーナ
- 大宮ゴルフコース

### その他
- 埼玉県道12号川越栗橋線
- 埼玉県道57号さいたま鴻巣線

## ロケ地
- ザ・ファブル 殺さない殺し屋（2021年6月18日公開）[7]